# 셸든 월린
셸든 월린(Sheldon Wolin, 1922년 8월 4일 – 2015년 10월 21일)은 미국의 정치 이론가이자 현대 정치에 관한 작가였다. 50년 동안 정치 이론가로 활동한 월린은 프린스턴 대학교의 명예 교수가 되어 1973년부터 1987년까지 가르쳤다.
40년이 넘는 교직 경력 동안 월린은 캘리포니아 대학교, 버클리 대학교, 캘리포니아 대학교 산타 크루즈, 오벌린 대학교, 옥스퍼드 대학교, 코넬 대학교 및 캘리포니아 대학교 로스앤젤레스 에서 가르쳤다. 그는 학부생, 특히 대학원생의 저명한 교사였으며, 스스로 저명한 학자이자 정치 이론 교사가 된 많은 학생들의 멘토 역할을 했다.
월린의 주요 관심사 중 하나는 정치 사상의 역사가 어떻게 현대의 정치적 딜레마와 곤경을 이해하는 데 기여할 수 있는지였다. 그는 언론의 자유 운동에서 중요한 역할을 했으며 존 샤르와 함께 그 운동을 전 세계에 해석했다. 70년대와 80년대에 그는 The New York Review of Books에 자주 기고했다. 그는 또한 The New York Times 에 대한 의견과 리뷰를 썼다. 1980년에 그는 팔레브스키가 자금을 지원한 단명했지만 지적으로 영향력 있는 저널(1980~83)의 창립 편집자였다. 프린스턴에서 월린은 대학 이사들이 남아프리카 아파르트헤이트를 지지하는 기업에 대한 기부금 투자를 중단할 것을 촉구하는 결의안을 통과시키기 위해 교수진의 노력을 성공적으로 이끌었다.
월린은 1970년 가을에 버클리를 떠나 캘리포니아 대학교 샌타크루즈로 가서 1972년 봄까지 가르쳤다. 1973년부터 1987년까지 그는 프린스턴 대학교에서 정치학 교수로 재직했다. 월린은 영미 세계에서 해당 분야의 선도적인 저널인 Political Theory를 포함하여 많은 학술 저널의 편집위원으로 활동했다. 그는 평화 봉사단(Peace Corps), 미국 학술단체협의회(American Council of Learned Societies), 사회 과학 연구회(Social Science Research Council)를 포함한 다양한 학술 언론, 재단 및 공공 기관에 컨설팅을 제공했다. 월린은 또한 법률 및 정치 철학 협회의 회장을 역임했다.
그의 저서 《정치와 비전》에서 월린은 다양한 이론적 전통에 대한 세심한 연구를 바탕으로 정치 사상사에 대한 해석적 접근 방식을 공식화했다. 그는 후자가 권위, 의무, 권력, 정의, 시민권 및 국가의 개념을 포함하여 수용된 정치적 어휘의 의미 변화에 어떻게 기여하는지에 특별한 관심을 기울인다.
정치 이론 연구에 대한 월린의 접근 방식은 현재의 정치 이론의 실천에 영향을 미치기 위해 정치 사상사에 대한 역사적 관점의 탐구로 구성되었다. 텍스트를 능숙하게 읽는 그는 작가가 개입한 지적, 정치적 맥락과 그가 전개한 글쓰기 장르 모두에 주의 깊게 주의를 기울여 특정 작품이 어떻게 특정 정치적 곤경을 밝혀 주는지 이해하는 데 관심을 가졌다. 그러나 이것은 골동품 운동이 아니었다. 오히려 그것은 "[탐구자] 자신의 이해의 역사적 성격과 위치를 의식하고 있는 [역사적 과거의 일부 측면을 이해하려는] 시도로 구성되었다. 역사성은 둘의 수렴과 관련이 있으며, 탐구자의 기여는 그의 현재가 매우 중요하다."
마찬가지로, 냉전, 베트남 전쟁, 민권 운동의 맥락에서 쓴 그의 에세이 "직업으로서의 정치 이론"은 행동주의에 대한 격렬한 비판과 그것이 시대의 위기를 파악하는 능력을 어떻게 손상시켰는지에 대한 비판을 가했다. 30년 후, 그는 정치 이론과 정치 사상 연구의 중요성을 "일차적으로 시민 활동, 이차적으로 학술 활동"으로 명시적으로 공식화했다. 월린의 2001년 알렉시 드 토크빌 연구는 코넬 웨스트(Cornel West)로부터 월린의 걸작이자 “우리 시대의 민주주의를 위한 가장 위대한 정치 이론가”의 최고의 업적이라고 불렸다.
20세기의 가장 강력한 저작물을 포함하여 최근 과거의 주요 사상가들을 다룬 에세이에서 월린은 이론의 본질과 그것이 이론의 원칙에 분명히 부합하는 관점에서 정치적인 것에 미치는 영향을 이해하기 위한 다양한 접근 방식을 조사했다. 정치적으로 월린은 테러리즘, 보수주의, 지미 카터, 헨리 키신저, 로널드 레이건 등 다양한 주제와 인물에 대한 에세이를 썼다. 그의 『과거의 존재』는 레이건주의와 그 담론, 실천에 대한 독창적인 비판을 제공했으며, 미국 헌법 제정 200주년에 대한 일련의 탐구적인 성찰을 제공했다.